# Édifice Robert-Lionel-Séguin
Cet article concerne l'ancien et le nouvel hôtel de ville. Pour la ville de Rigaud, voir Rigaud (Québec). Pour les autres significations, voir Rigaud.

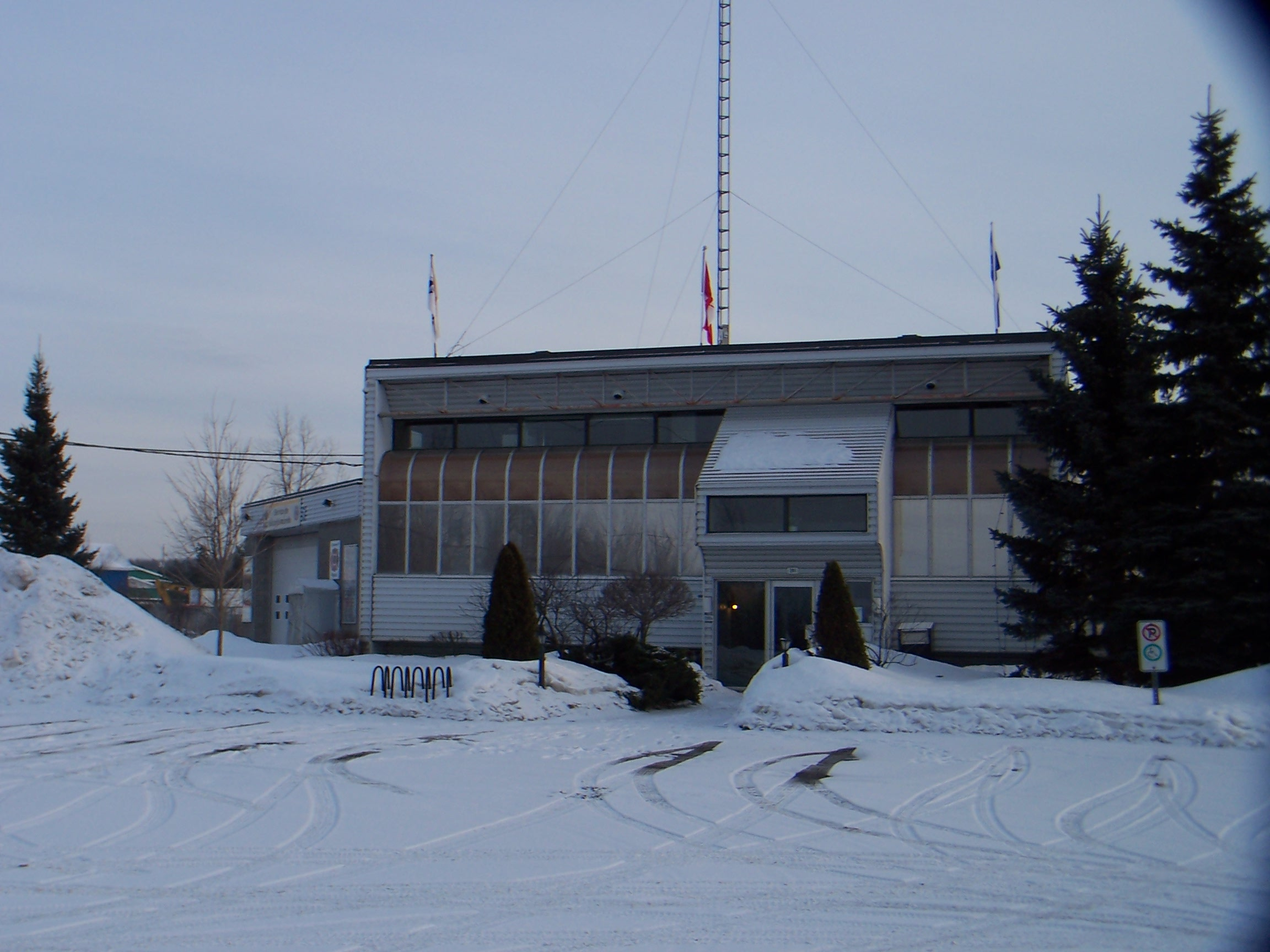
3e mairie de Rigaud, maintenant vacant

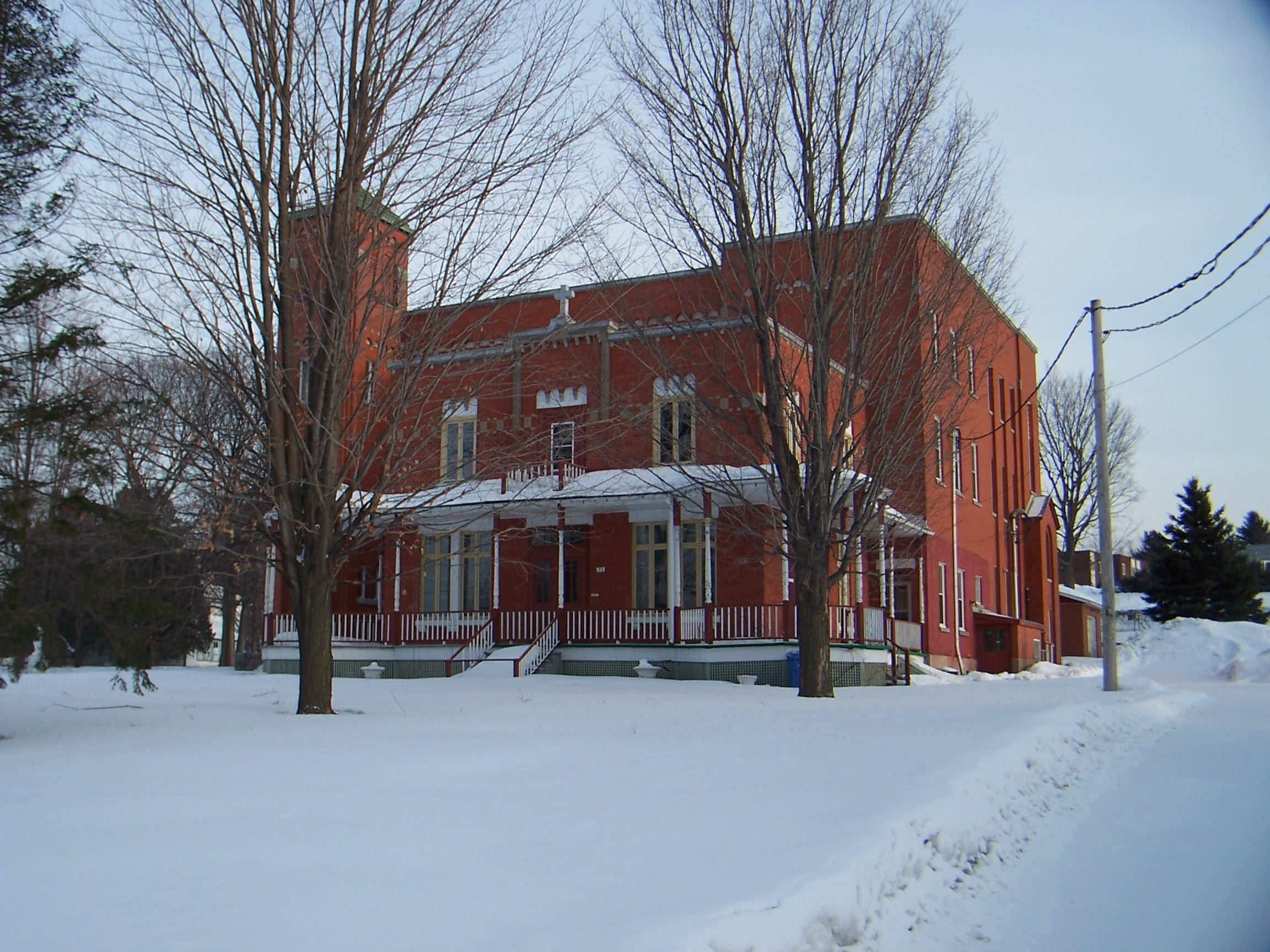
Jardin de l'enfance

L'ancien hôtel de ville de Rigaud est un bâtiment patrimonial situé dans la municipalité de Rigaud au Québec (Canada). Le bâtiment patrimonial est devenu l'hôtel de ville de Rigaud en 1928. Il est situé au 102, rue Saint-Pierre à Rigaud. Il s'agit du deuxième bâtiment ayant abrité l'hôtel de ville de Rigaud. 

## Histoire

### Bâtiment patrimonial
L'ancien hôtel de ville de Rigaud est construit en 1834. Il abrite une école pour jeunes filles. En 1925, l'édifice est connu sous le nom d'« arche de Noé ». Le bâtiment demeure inoccupé quelques années après la construction de l'école Saint-François sur la rue Saint-Antoine, plus au nord dans le village. L'édifice a également porté le nom de maison Wilson. Une subvention de Lawrence Alexander Wilson, député fédéral de Vaudreuil-Soulanges et sénateur pour la division de Rigaud permet de rénover le bâtiment et en 1928, celui-ci devient l'hôtel de ville de Rigaud,,. Le bâtiment de l'ancien hôtel de ville de Rigaud est aujourd'hui désigné sous le nom de Robert-Lionel-Séguin, ethnologue québécois de Rigaud. Il est maintenant utilisé comme bibliothèque municipale de Rigaud.

### Hôtel de ville
L'actuel hôtel de ville et les services administratifs de Rigaud se trouvent au 106, rue Saint-Viateur au coeur du noyau urbain. 
En 2011, le conseil municipal de Rigaud fait l'acquisition du bâtiment ayant abrité le Jardin de l'enfance pour y établir le nouvel hôtel de ville, l'édifice de l'administration municipale sur la rue de la Mairie requérant trop de mises à niveau. Ce bâtiment, situé au 73, rue Saint-Pierre, est construit en 1899 et acquis par les Sœurs de Sainte-Anne en 1933 pour y établir une école primaire pour garçons. Ce bâtiment de valeur patrimoniale revêt plusieurs caractéristiques de style romain dont les arches encastrées dans la pierre au-dessus des fenêtres. Cet immeuble est situé au cœur de Rigaud, non loin de l'ancien hôtel de ville et dans un secteur où se trouvent plusieurs bâtiments d'intérêt patrimonial, contrairement à l'édifice actuel sur le chemin de la Mairie. En 2012, le règlement d'emprunt pour la réalisation du projet est annulé par le conseil municipal après le dépôt d'une pétition de 1 229 citoyens s'opposant au projet.

## Architecture et protection patrimoniale
La valeur patrimoniale du bâtiment de l'ancien hôtel de ville provient de son architecture. L'édifice témoigne de l'intégration du mouvement pittoresque dans la tradition architecturale québécoise. Ce mouvement se caractérise par l'importance accordée à l'aménagement paysager, la diversité des formes, une moins grande rigueur géométrique, des effets visuels créés par les saillies et les retraits, de même que par le jeu des matériaux. L'intérêt architectural du bâtiment provient de plusieurs éléments : 
« 
- son volume avec le plan carré du corps principal, l'élévation de deux étages et demi, le pavillon de plan carré abritant un escalier;
- les composantes empruntées à l'architecture pittoresque, dont le toit en pavillon avec ses avant-toits débordants, le balcon en façade;
- l'ornementation d'inspiration néoclassique, dont les colonnes à embase carrée soutenant le balcon ainsi que l'entablement à denticules, les pilastres doriques, l'entablement et le fronton encadrant l'entrée latérale;
- les matériaux, dont les murs en pierre recouverts d'un enduit imitant la pierre de taille, le toit en tôle, le bois du belvédère, du balcon et des éléments décoratifs;
- les ouvertures, dont les fenêtres rectangulaires à petits carreaux, leur disposition symétrique en façade;
- le belvédère, dont le plan hexagonal de l'édicule surmonté d'une girouette, la terrasse avec son garde-corps ouvragé.

--- Lieux patrimoniaux du Canada »
En 1991, la ville de Rigaud cite le bâtiment comme monument historique en vertu de la Loi sur les biens culturels du Québec.